# Кирпичики (Брянская область)
Кирпичики — поселок в Стародубском муниципальном округе Брянской области.

## География
Находится в южной части Брянской области на расстоянии приблизительно 1 км на северо-восток по прямой от районного центра города Стародуб.

## История
Основан в 1928 году. На карте 1941 года показан как поселение с 24 дворами.. До 2020 года входил в состав Десятуховского сельского поселения Стародубского района до их упразднения.

## Население
Численность населения: 10 человек в 2002 году (русские 100 %), 12 в 2010.